# توني ويلهلم
توني ويلهلم (بالألمانية: Toni Wilhelm)‏ هو متسابق يخت ألماني، ولد في 5 فبراير 1983 في لوراخ في ألمانيا.

## وصلات خارجية
- توني ويلهلم على موقع أوليمبيديا (الإنجليزية)
- توني ويلهلم على موقع اللجنة الأولمبية الألمانية (الألمانية)